# Chris Avellone

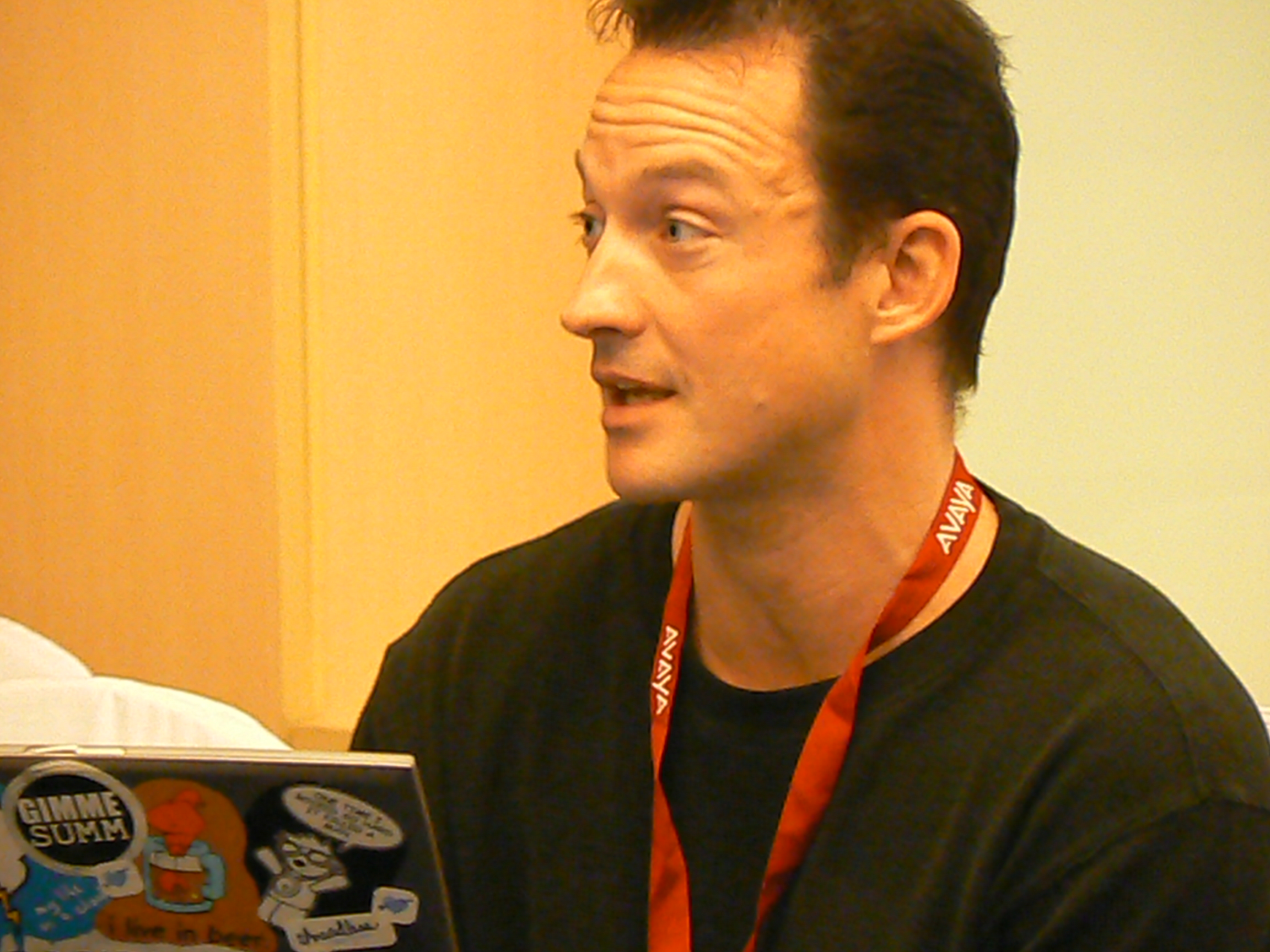
Chris Avellone in 2009

Chris Avellone (27 september 1971) is een Amerikaanse ontwerper van computerspellen die werkte voor Interplay en momenteel in dienst is bij Obsidian Entertainment en Techland. 

## Carrière
In het begin van zijn carrière schreef Avellone campagnes voor de fantasy-RPG Dungeons & Dragons, maar hij betrad vrijwel meteen daarna de videogame-industrie via het bedrijf Interplay. Naarmate de tijd verstreek, kreeg hij steeds meer opdrachten, zo werkte hij kort aan de ontwikkeling van de in 1997 uitgebrachte titel Star Trek: Starfleet Academy. In datzelfde jaar nam hij ook de ontwikkeling van de Descent to Undermountain voor zijn rekening, waarover hij later zijn teleurstelling uitsprak. Avellone droeg ook een steentje bij aan de game Fallout 2 en besloot verder te werken aan deze franchise.
Interplay kreeg in 1998 toestemming om de RPG Planescape met de ontwikkeling onder leiding van Avellone te produceren. De game Planescape: Torment lag in 1999 voor het eerst in de winkels.
Avellone werkte mee aan alle delen van de Icewind Dale-serie, die uitgebracht werd vanaf 2000 tot 2002. Ook leverde hij zijn bijdragen aan de fantasietitels Baldur's Gate: Dark Alliance (2001), Champions of Norrath (2004) en leidde hij de visuele ontwikkeling van de geannuleerde Fallout-titel Van Buren, waarna hij ontslag nam bij Interplay en zich aansloot bij het team van Obsidian Entertainment. Hij werkte in 2010 als hoofdontwerper van Fallout: New Vegas.

## Projecten
- Star Trek: Starfleet Academy (1997)
- Fallout 2 (1998)
- Descent to Undermountain (1998)
- Planescape: Torment (1999)
- Icewind Dale (2000)
- Icewind Dale: Heart of Winter (2001, uitbreidingspakket)
- Baldur's Gate: Dark Alliance (2001)
- Icewind Dale II (2002)
- Lionheart: Legacy van de kruisvaarders (2003)
- Champions of Norrath (2004)
- Star Wars: Knights of the Old Republic II: The Sith Lords (2004/2005)
- Neverwinter Nights 2 (2006)
- Neverwinter Nights 2: Mask of the Betrayer (2007)
- Alpha Protocol (2010)
- Fallout: New Vegas (2010)
- Prey (2016)